# Dave Douglas
Dave Douglas (* 24. března 1963) je americký jazzový trumpetista a hudební skladatel. Spolupracoval s Johnem Zornem a to převážně s jeho skupinou Masada.

## Výběr z diskografie

### Sólová alba
| Název                                                                      |  | Rok  |  | Vydavatelství   |
| -------------------------------------------------------------------------- |  | ---- |  | --------------- |
| Parallel Worlds                                                            |  | 1993 |  | Soul Note       |
| The Tiny Bell Trio                                                         |  | 1994 |  | Songlines       |
| In Our Lifetime                                                            |  | 1995 |  | New World       |
| Constellations                                                             |  | 1995 |  | hatHUT          |
| Five                                                                       |  | 1996 |  | Soul Note       |
| Live in Europe                                                             |  | 1997 |  | Arabesque       |
| Sanctuary                                                                  |  | 1997 |  | Avant           |
| Stargazer                                                                  |  | 1997 |  | Arabesque       |
| Moving Portrait                                                            |  | 1998 |  | DIW             |
| Charms of the Night Sky                                                    |  | 1998 |  | Winter & Winter |
| Magic Triangle                                                             |  | 1998 |  | Arabesque       |
| Convergence                                                                |  | 1999 |  | Soul Note       |
| Songs for Wandering Souls                                                  |  | 1999 |  | Winter & Winter |
| Soul on Soul                                                               |  | 2000 |  | RCA             |
| Leap of Faith                                                              |  | 2000 |  | Arabesque       |
| A Thousand Evenings                                                        |  | 2000 |  | RCA             |
| El Trilogy                                                                 |  | 2001 |  | BMG             |
| Witness                                                                    |  | 2001 |  | RCA             |
| The Infinite                                                               |  | 2002 |  | RCA             |
| Freak In                                                                   |  | 2003 |  | Bluebird        |
| Strange Liberation                                                         |  | 2004 |  | RCA             |
| Bow River Falls                                                            |  | 2004 |  | Koch            |
| Mountain Passages                                                          |  | 2005 |  | Greenleaf Music |
| Live at the Bimhuis Set 1 & 2                                              |  | 2005 |  | Greenleaf Music |
| Keystone                                                                   |  | 2005 |  | Greenleaf Music |
| Meaning and Mystery                                                        |  | 2006 |  | Greenleaf Music |
| Keystone: Live in Sweden                                                   |  | 2006 |  | Greenleaf Music |
| Live at the Jazz Standard (Complete Book) (pouze digitální download)       |  | 2006 |  | Greenleaf Music |
| Live at the Jazz Standard (2CD)                                            |  | 2007 |  | Greenleaf Music |
| Moonshine                                                                  |  | 2007 |  | Greenleaf Music |
| Keystone: Live at Jazz Standard (Complete Book) (pouze digitální download) |  | 2008 |  | Greenleaf Music |
| Spirit Moves                                                               |  | 2009 |  | Greenleaf Music |
| A Single Sky                                                               |  | 2009 |  | Greenleaf Music |
| Spark of Being (3CD)                                                       |  | 2010 |  | Greenleaf Music |
| United Front: Brass Ecstasy at Newport                                     |  | 2011 |  | Greenleaf Music |
| GPS, V1: Rare Metals                                                       |  | 2011 |  | Greenleaf Music |
| GPS, V2: Orange Afternoons                                                 |  | 2011 |  | Greenleaf Music |
| GPS, V3: Bad Mango                                                         |  | 2011 |  | Greenleaf Music |

### Podíl na albech jiných interpretů
| Umělec                         |  | Název                                          |  | Rok  |  | Vydavatelství          |  |
| ------------------------------ |  | ---------------------------------------------- |  | ---- |  | ---------------------- |  |
| Second Sight                   |  | Second Sight                                   |  | 1988 |  | Sun Jump Records       |  |
| Vincent Herring                |  | American Experience                            |  | 1989 |  | Musicmasters           |  |
| New and Used                   |  | Souvenir                                       |  | 1991 |  | Knitting Factory       |  |
| Orange Then Blue               |  | While You Were Out                             |  | 1992 |  | GM Recordings          |  |
| The Band                       |  | Jericho                                        |  | 1993 |  | Pyramid/Rhino          |  |
| Don Byron                      |  | Plays the Music of Mickey Katz                 |  | 1993 |  | Elektra                |  |
| Mark Dresser                   |  | Force Green                                    |  | 1994 |  | Soul Note              |  |
| Masada                         |  | Masada, Vol. 1: Alef                           |  | 1994 |  | DIW                    |  |
| Mosaic Sextet                  |  | Today, This Moment                             |  | 1994 |  | Konnex                 |  |
| Mark Dresser                   |  | The Cabinet of Dr. Caligari                    |  | 1995 |  | Knitting Factory Works |  |
| New and Used                   |  | Consensus                                      |  | 1995 |  | Knitting Factory Works |  |
| Masada                         |  | Masada, Vol. 2: Beit                           |  | 1995 |  | DIW                    |  |
| Masada                         |  | Masada, Vol. 3: Gimel                          |  | 1995 |  | DIW                    |  |
| Masada                         |  | Masada, Vol. 5: Hei                            |  | 1995 |  | DIW                    |  |
| Masada                         |  | Masada, Vol. 6: Vav                            |  | 1995 |  | DIW                    |  |
| Fontella Bass                  |  | No Ways Tired                                  |  | 1995 |  | Nonesuch Records       |  |
| Fred Hersch                    |  | Point in Time                                  |  | 1995 |  | Enja                   |  |
| Anthony Braxton & Mario Pavone |  | Seven Standards 1995                           |  | 1995 |  | Knitting Factory Works |  |
| John Zorn                      |  | Bar Kokhba                                     |  | 1996 |  | Tzadik                 |  |
| Suzanne Vega                   |  | Nine Objects of Desire                         |  | 1996 |  | A&M Records            |  |
| Myra Melford                   |  | The Same River, Twice                          |  | 1996 |  | Gramavision Records    |  |
| Dave Douglas & Han Bennink     |  | Serpentine                                     |  | 1996 |  | Songlines Recordings   |  |
| Sheryl Crow                    |  | Sheryl Crow                                    |  | 1996 |  | A&M Records            |  |
| Uri Caine                      |  | Toys                                           |  | 1996 |  | Winter & Winter        |  |
| John Zorn                      |  | Filmworks III: 1990-1995                       |  | 1997 |  | Tzadik                 |  |
| Marc Ribot                     |  | Shoe String Symphonettes                       |  | 1997 |  | Tzadik                 |  |
| Uri Caine                      |  | Urlicht/Primal Light                           |  | 1997 |  | Winter & Winter        |  |
| François Houle & Dave Douglas  |  | In the Vernacular: The Music of John Carter    |  | 1998 |  | Songlines Recordings   |  |
| Sean Lennon                    |  | Into the Sun                                   |  | 1998 |  | Capitol Records        |  |
| Masada                         |  | Masada, Vol. 7: Zayin                          |  | 1998 |  | DIW                    |  |
| Masada                         |  | Masada, Vol. 8: Het                            |  | 1998 |  | DIW                    |  |
| Masada                         |  | Masada, Vol. 9: Tet                            |  | 1998 |  | DIW                    |  |
| Masada                         |  | Masada, Vol. 10: Yod                           |  | 1998 |  | DIW                    |  |
| Patricia Barber                |  | Modern Cool                                    |  | 1998 |  | Premonition Records    |  |
| What We Live                   |  | Quintet for a Day                              |  | 1998 |  | New World Records      |  |
| Greg Cohen                     |  | Way Low                                        |  | 1998 |  | DIW                    |  |
| Cibo Matto                     |  | Stereo ★ Type A                                |  | 1999 |  | Warner Bros. Records   |  |
| Myra Melford                   |  | Above Blue                                     |  | 1999 |  | Arabesque Records      |  |
| Sean Lennon                    |  | Half Horse Half Musician                       |  | 1999 |  | EMI                    |  |
| Masada                         |  | Masada, Vol. 4: Dalet                          |  | 1999 |  | DIW                    |  |
| Masada                         |  | Masada, Vol. 7: Zayin                          |  | 1999 |  | DIW                    |  |
| Masada                         |  | Live in Jerusalem 1994                         |  | 1999 |  | Tzadik                 |  |
| Masada                         |  | Live in Middleheim 1999                        |  | 1999 |  | Tzadik                 |  |
| Masada                         |  | Live in Taipei 1995                            |  | 1999 |  | Tzadik                 |  |
| Uri Caine                      |  | The Sidewalks of New York: Tin Pan Alley       |  | 1999 |  | Winter & Winter        |  |
| Masada                         |  | Live in Sevilla 2000                           |  | 1999 |  | Tzadik                 |  |
| What We Live                   |  | Trumpets                                       |  | 2000 |  | Black Saint            |  |
| Joe Lovano                     |  | Flights of Fancy: Trio Fascination Edition Two |  | 2001 |  | Blue Note Records      |  |
| Misha Mengelberg Quartet       |  | Four in One                                    |  | 2001 |  | Blue Note Records      |  |
| John Zorn                      |  | The Gift                                       |  | 2001 |  | Tzadik                 |  |
| Masada                         |  | Live at Tonic 2001                             |  | 2001 |  | Tzadik                 |  |
| Mosaic Sextet                  |  | Mosaic Sextet                                  |  | 2001 |  | GM Recordings          |  |
| Brad Shepik Trio               |  | Short Trip                                     |  | 2001 |  | Knitting Factory Works |  |
| Masada                         |  | First Live 1993                                |  | 2002 |  | Tzadik                 |  |
| Patricia Barber                |  | Verse                                          |  | 2002 |  | Premonition Records    |  |
| Myra Melford                   |  | Even the Sounds Shine                          |  | 2003 |  | Hathut Records         |  |
| John Zorn                      |  | The Unknown Masada                             |  | 2003 |  | Tzadik                 |  |
| Masada                         |  | 50th Birthday Celebration Volume 7             |  | 2004 |  | Tzadik                 |  |
| Masada                         |  | Sanhedrin 1994-1997                            |  | 2005 |  | Tzadik                 |  |
| Martial Solal & Dave Douglas   |  | Rue de Seine                                   |  | 2006 |  | Sunnyside              |  |
| Anthony Braxton                |  | Six Standards (Quintet) 1996                   |  | 2006 |  | Splasc(h)              |  |
| Kenny Werner                   |  | Lawn Chair Society                             |  | 2007 |  | Blue Note Records      |  |
| Masada & Joe Lovano            |  | Stolas: Book of Angels Volume 12               |  | 2009 |  | Tzadik                 |  |